# فیلیپ مانویلوویچ
فیلیپ مانویلوویچ (سیریلیک صربی: Филип Манојловић؛ زادهٔ ۲۵ آوریل ۱۹۹۶) بازیکن فوتبال اهل صربستان است.
از باشگاه‌هایی که در آن بازی کرده‌است می‌توان به باشگاه فوتبال ختافه، باشگاه فوتبال دپورتیوو لاکرونیا، باشگاه فوتبال ستاره سرخ بلگراد، و باشگاه فوتبال پانیونیوس اشاره کرد.
وی همچنین در تیم‌های ملی فوتبال زیر ۲۰ سال صربستان، زیر ۲۱ سال صربستان، زیر ۲۱ سال صربستان، و صربستان بازی کرده‌است.